# Острів Галля
Острів Галля (рос. Остров Галля) — п'ятий за площею острів архіпелагу Земля Франца-Йосифа. Названий на честь американського полярного дослідника Чарльза Френсіса Голла (англ. Charles Francis Hall).

## Географія
Знаходиться між островами Мак-Клінтока і Землею Вільчека в південній частині архіпелагу. Майже повністю покритий льодом. Площа острова 1 049 км².

## Історія
Був відкритий Австро-угорською полярною експедицією Юліуса Пайєра і Карла Вейпрехта. Південний край острова — мис Тегетхофф, став першою землею архіпелагу, поміченою з експедиційного судна «Адмірал Тегетгофф», ім'ям якого і був названий 30 серпня 1873 року. 
Перша висадка на острові була здійснена Юліусом Пайєром в рамках санного походу, початого 10-15 березня 1874 року. Влітку 1898 року острів був обраний в якості експедиційної бази для роботи команди Волтера Велманна, але так нею і не став .
На мисі Тегетхофф встановлено пам'ятник шхуні «Адмірал Тегетгофф», на якій Пайєр з Вейпрехтом відкрили архіпелаг. В середині 1990-х років околицях мису був знятий документальний фільм про першовідкривачів островів .

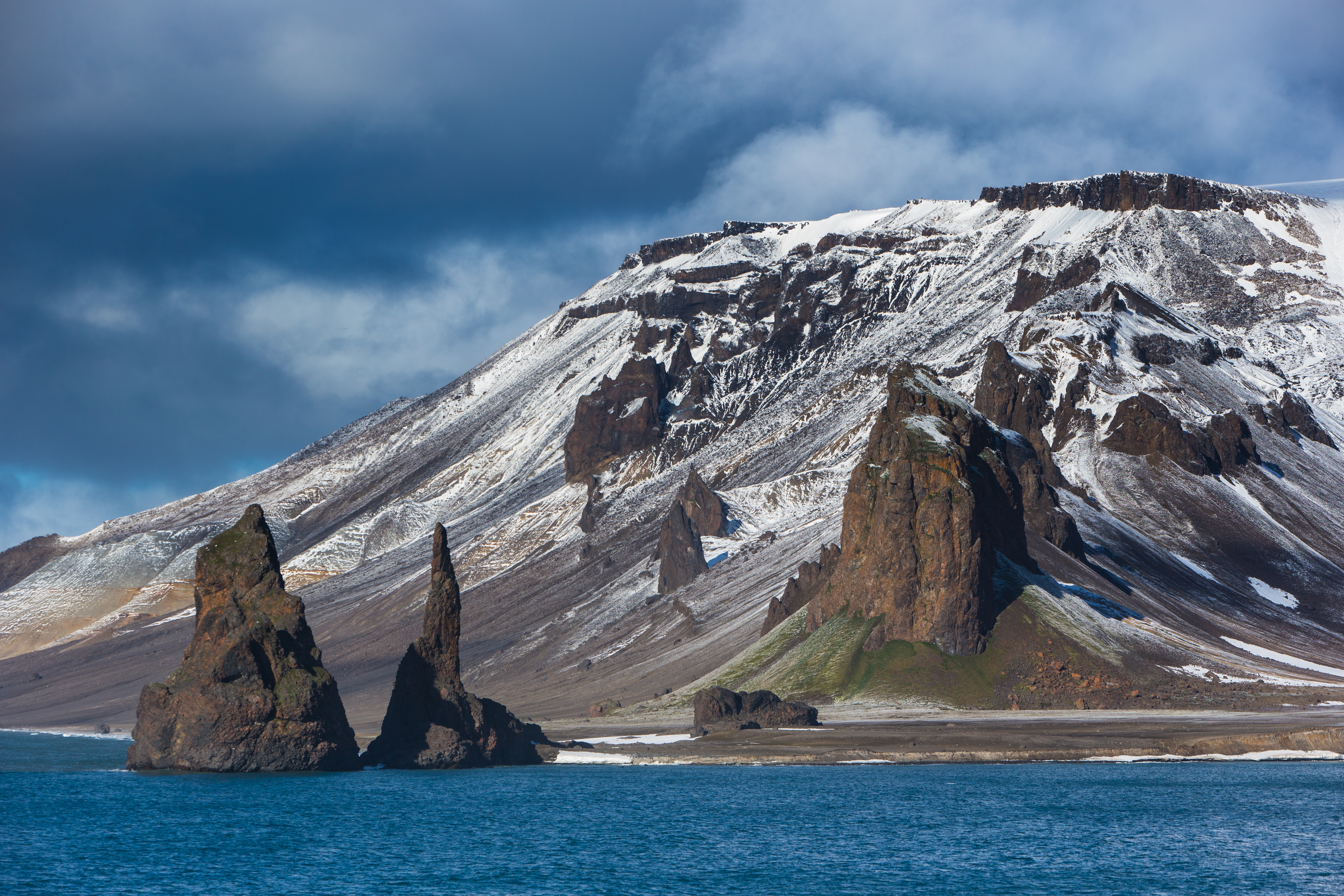
Мис Тегетхофф